# Machimus formosus
Machimus formosus là một loài ruồi trong họ Asilidae. Machimus formosus được Hine miêu tả năm 1918.